# 中華民國羽球協會
中華民國羽球協會（英語：Chinese Taipei Badminton Association，直译：中華臺北羽球協會，CTBA），簡稱中華羽協，成立於1973年3月16日，首任理事長為前中華民國參謀總長彭孟緝:12。中華民國半官方的運動組織，隸屬中華民國體育運動總會，主要負責與羽毛球有關的相關事宜，包含推廣羽毛球運動、舉辦全國性及國際性之羽毛球比賽、選拔及培訓代表隊成員參與國際賽事。

## 歷史
台灣羽球發展初期在基隆、台北地區較為盛行，主要活動人口多位於軍中及公家機關，其中臺灣省警備總司令部副總司令李立柏為當時推廣羽球的主要人物:87。1954年，台灣省體育會羽球協會在台北市萬華青年會體育館成立，由李立柏擔任首屆主任委員，同年舉辦的臺灣省運動會首度將羽球列入表演賽:103。1955年3月，第一屆台灣省羽球團體賽在台北市青年會球場舉辦:83。
1956年成立的中華全國羽球委員會，為現今中華羽協的前身，由時任國防部總參謀長的彭孟緝擔任首屆會長，而李立柏則擔任副會長一職:12:87-88。1957年6月，中華全國羽球委員會以「National Badminton Association of the Republic of China」的名義加入国际羽毛球联合会（IBF，現羽毛球世界联合会的前身）:87-88，並在1959年10月舉辦第一屆全國羽球公開賽:11。
1973年，中華全國羽球委員會更名為中華民國羽球協會:12。3月16日，在國際羽聯的會籍更名為「Taiwan Badminton Association of the Republic of China」，並且一度更名為「Taiwan Badminton Association」:11:87。1976年，第一屆中正盃羽球賽開幕，全國羽球公開賽遂與中正盃合併舉辦:11。
1978年2月，部分國家因為不滿國際羽聯接受中華民國為國家組織、拒绝因南非政府的种族隔离政策而中断南非的会员资格以及拒絕修改國際羽聯章程中的不合理條款，在非國際羽聯會員國的中華人民共和國帶領下，成立另外一個國際性羽毛球組織：世界羽毛球聯合會（英語：World Badminton Federation，簡稱WBF），並曾經舉辦過兩屆自己的世界羽毛球錦標賽（1978年、1979年）。1981年1月，中華民國羽球協會在國際羽聯的會籍名稱改為中華台北羽球協會，在此情況下，加上國際羽聯決議禁止南非參加大型羽毛球賽事之後，世界羽球聯盟與国际羽毛球联合会於1981年5月26日正式合併:207:8-9。
1980年1月11日，舉辦第一屆台北國際羽球邀請賽（現今中華台北羽球公開賽前身）。1983年2月，舉辦第一屆中華民國全國羽球排名賽。
2019年5月，亞洲羽毛球聯合會在舉行蘇迪曼盃期間召開年會並全面改選執行委員會，時任中華羽協理事長張國祚以第三高票當選副主席。

## 歷屆理事長
歷屆理事長列表如下：
| 屆 | 姓名   | 就職年分 | 卸任年分 |
| -- | ------ | -------- | -------- |
| 1  | 彭孟緝 | 1973年   | 1976年   |
| 2  | 徐鼐   | 1976年   | 1985年   |
| 3  | 吳文達 | 1985年   | 1989年   |
| 4  | 吳文達 | 1989年   | 1991年   |
| 5  | 羅光男 | 1991年   | 1994年   |
| 6  | 李昌槿 | 1994年   | 1997年   |
| 7  | 郭碧東 | 1997年   | 2001年   |
| 8  | 鄭榮煇 | 2001年   | 2005年   |
| 9  | 郭正亮 | 2005年   | 2009年   |
| 10 | 程俊琅 | 2009年   | 2013年   |
| 11 | 程俊琅 | 2013年   | 2017年   |
| 12 | 張國祚 | 2017年   | 2018年   |
| 13 | 張國祚 | 2018年   | 2022年   |
| 14 | 張國祚 | 2022年   | 2026年   |

## 主辦賽事

### 國際賽事
- 台北羽球公開賽：創辦於1980年，為世界巡迴賽超級300賽級別賽事。
- 高雄羽球大師賽

### 國內賽事
- 全國羽球排名賽：中華民國最高級別的羽毛球個人比賽，每年擇期舉辦2次。
- 全國羽球團體錦標賽：是中華民國最高級別的羽毛球團體比賽。
- 世界青少年羽球選拔賽：選拔前往該年舉辦的世界青年羽毛球錦標賽參賽選手。
- 亞洲青少年羽球選拔賽：選拔前往該年舉辦的亞洲青年羽毛球錦標賽參賽選手。
- 中華民國全國羽球國小盃
- 中華民國全國羽球國中盃
- 中華民國全國羽球高中盃

### 曾辦賽事
- 全國羽球公開賽：1959年舉行首屆賽事，1976年起與中正盃羽球賽合併舉辦，現已停辦。
- 中華台北羽球大師賽：曾於2015年及2016年舉辦，為世界羽聯大獎賽級別賽事。
- 中華台北羽球國際賽：曾於1997年及2005年舉辦。
- 高雄羽球國際挑戰賽：曾於2010年在高雄舉辦。

## 甲組與乙組
中華羽協在所舉辦之全國性賽事中的全國羽球排名賽和全國羽球團體錦標賽，將參賽選手和比賽項目分為甲組與乙組。
全國羽球排名賽
- 甲組：甲組比賽僅限擁有中華羽協認可的甲組球員可以參加。
- 乙組：乙組比賽凡具備中華民國國民身份者即可參加，每次乙組排名賽成績將決定選手是否能晉級甲組。中華羽協會於每次排名賽公布晉級甲組名額。

全國羽球團體錦標賽
- 甲組：僅限擁有羽協認可的甲組球員可以報名參加。
- 乙組：具中華民國國民身份者，除甲組球員及國小學生外皆可參加。

## 爭議事件

### 贊助商爭議
台灣優乃克於2010年起正式簽約贊助中華民國羽球協會，合約中要求選手若以國家代表隊身分出賽時，必須穿著優乃克提供的服裝、球鞋、球拍及球袋。臺灣羽球選手戴資穎為勝利體育所贊助之選手，但羽協為保護自身贊助商，要求中華台北代表團參加2016年夏季奧林匹克運動會的羽球選手身上不能有其它廠商的商標。事件期間據媒體報導，截至2014年至少已有三名選手及一名教練遭到懲處，因選手必須透過中華羽協才能報名參加國際羽聯所舉辦之全球性賽事，而迫使選手就範。

## 外部連結
- 中華民國羽球協會 （页面存档备份，存于）
- 中華民國羽球協會的Facebook專頁
- YouTube上的中華民國羽球協會頻道
- 中華民國羽球協會的Instagram帳戶